# Росспівробітництво
Росспівробітництво повна назва: Федеральне агентство у справах Співдружності Незалежних Держав, співвітчизників, які проживають за кордоном, і з міжнародної гуманітарної співпраці (рос. Федеральное агентство по делам Содружества Независимых Государств, соотечественников, проживающих за рубежом, и по международному гуманитарному сотрудничеству) — орган виконавчої влади Російської Федерації, який здійснює функції з надання державних послуг та управління державним майном у сфері забезпечення та розвитку міжнародних відносин Російської Федерації з державами-учасницями СНД та іншими іноземними державами, а також у сфері міжнародного гуманітарного співробітництва. Діяльність «Росспівробітництва» та його закордонних установ спрямована на реалізацію державної політики міжнародного гуманітарного співробітництва, сприяння поширенню за кордоном об'єктивного уявлення про сучасну Росію. «Росспівробітництво» презентоване у 81 країні світу 96 представництвами: 72 російських центру науки та культури в 62 країнах, 24 представника Агентства у складі посольств в 22 країнах.
Керівник Росспівробітництво призначається на посаду та звільняється з посади Президентом Російської Федерації за поданням Голови Уряду Російської Федерації. Представництва Росспівробітництва включені до складу дипломатичних представництв Російської Федерації і формально підпадають під дію статті 22 Віденської конвенції про дипломатичні зносини.
Росспівробітництво є фактичним наступником Союзу радянських товариств дружби і культурного зв'язку із зарубіжними країнами, що діяв за часів СРСР. Представництва Росспівробітництва за межами Росії діють у вигляді таких структур як: російські центри науки і культури за кордоном, російські інформаційно-культурні центри за кордоном, російські будинки науки і культури за кордоном, російські культурні центри за кордоном та їх відділення.  Підрозділи Росспівробітництва використовуються СЗР та ФСБ як резидентури (існування та діяльність яких офіційно заперечується та приховується), прив'язані до легальних представництв Росії за кордоном для прикриття спецоперацій російських розвідувальних органів 

## Історія
Створене 6 вересня 2008 року указом президента Росії № 1315. Підпорядковано Міністерству закордонних справ Російської Федерації.

## Діяльність
На системній основі «Росспівробітництво» проводить вивчення російської мови на курсах при своїх представництвах — російських центрах науки та культури (РЦНК) у 56 країнах світу. Щорічно проводять культурно-просвітницькі, освітні та науково-методичні заходи, спрямовані на популяризацію російської мови та стимулювання інтересу громадян інших держав до її вивчення, а також підвищення рівня викладання російської мови в країнах перебування.
Здійснює організацію робіт з підтримки та збереження місць поховання та пам'ятників, що знаходяться за кордоном, та мають для Росії історико-меморіальний значення.
Взаємодіє з організаціями співвітчизників, організовуючи різні спільні заходи для людей, які продовжують відчувати свою причетність до Росії та роблять все для розвитку дружніх зв'язків між країнами (підтримка громадських об'єднань співвітчизників, задоволення культурних, мовних та духовних потреб російських співвітчизників за кордоном, підтримки молоді російської діаспори). Щорічно, у різних країнах світу, для співвітчизників проводяться заходи, приурочені до Дня народної єдності і Дню російської мови, творчі фестивалі, спортивні турніри, тематичні конкурси, вечори, присвячені пам'ятним датам російської історії і культури.
Діяльність «Росспівробітництва», у царині взаємодії та консолідації співвітчизників, спрямована на зміцнення зв'язків з історичною Батьківщиною, збереження російської культурного спадщини, підтримку і збереження етнокультурної самобутності, розвиток та поширення за кордоном російської культури і російської мови.

### В Україні
Служба безпеки України має претензії до організації «Росспівробтництво». Нею неодноразово подавалися клопотання до РНБО, стосовно внесення цієї структури в санкційний список.
У квітні 2018 року СБУ викрила «Росспівробітництво» і дипломата РФ в антиукраїнській діяльності. Зокрема, під прикриттям реалізації т.зв. "Гуманітарних і соціальних програм РФ" при координації російської розвідки в антиукраїнську діяльність залучалися українські громадяни, в першу чергу - члени та лідери проросійських громадських об'єднань і рухів для підробки документів, печаток, штампів та бланків.
Колишній депутат Держдуми Росії Ілля Пономарьов про діяльність «Росспівробітництва» сказав: 
| «По всьому світу ця організація виконує функції радше пропагандистські. Вона займається тим, що працює з російськомовними, пояснюючи, який гарний Путін, яку правильну політику проводить Росія і, відповідно, вербує на свій бік. В умовах України це в чистому вигляді підривна організація»[6] |
Фактично «Росспівробітництво» є рупором Кремля (офіційно: «поширює за кордоном об'єктивне уявлення про сучасну Росію») та поширювачем так званого «русскоґо міра» (офіційно: «просування російської культури у світі», «зміцнення позицій російської мови»).
Представництва «Росспівробітництва» в Україні розташовувалось у «Російському центрі науки та культури» на вулиці Борисоглібській, 2.
У вересні 2020 року за підтримки РПЦвУ Росспівробітництво провело «Духовні зустрічі» в рамках яких з Києва до Чернігова «відбулася молодіжна паломницька поїздка, приурочена до 75-річчя Великої Перемоги». У поїздці взяла участь молодь трьох волонтерських організацій: «Молодість небайдужа» при Іонінському монастирі Києва, «Парасольки» при столичному Вознесенському храмі на Деміївці та «Друг друга тяготы носите», а також були запрошені ветерани Другої світової війни та учасники програм Російського центру науки і культури в Києві. У цьому ж місяці Росспівробітництво організувало в Києві акцію «Диктант Перемоги», презентацію антології «Славен буде в народах священний твій бій. Велика Вітчизняна війна в поезії України» та відкриття виставки «Шлях до перемоги: історичні джерела свідчать».
На думку правозахисника Михайла Агафонова: «Росспівробітництво як і раніше диктує українцям «победобесіе» - на сьомому році російсько-української війни; - через два з половиною роки після того, як їх застукали за постачанням громадян "придністров'я" фальшивих українських документів... - через приблизно стільки ж часу після того, як СБУ прямим текстом пообіцяли їх закрити... - після довгої низки депутатських запитів... Чи є на світі щось більш стійке, ніж Росспівробітництво НА Україні?».

## Структура
- Управління гуманітарної співпраці та молодіжної політики;
- Управління забезпечення діяльності;
- Управління у справах Співдружності Незалежних Держав;
- Управління у справах співвітчизників та розвитку громадської дипломатії;
- Управління РЦНК та державних програм;
- Управління сприяння міжнародного розвитку та взаємодії з міжнародними організаціями (СМР);
- Управління співробітництва в сфері освіти і науки;
- Управління соціальної політики та кадрів;
- Управління стратегічного планування та кадрового розвитку;
- Фінансово-економічне управління.